# Кравченко, Анатолий Анатольевич
Анатолий Анатольевич Кравченко (род. 29 августа 1958) — советский борец классического стиля, призёр чемпионатов СССР и Европы, обладатель Кубка мира, мастер спорта СССР международного класса (1977). Увлёкся борьбой в 1970 году. В 1975 году выполнил норматив мастера спорта СССР. Участвовал в пяти чемпионатах СССР (1978—1982). В 1982 году оставил большой спорт.

## Спортивные результаты
- Чемпионат СССР по классической борьбе 1980 года — ;